# سميع ديفيد ديفيد
سميع ديفيد ديفيد (بالإسبانية: Sami David David)‏ هو سياسي مكسيكي، ولد في 5 أبريل 1950 في المكسيك. حزبياً، نشط في الحزب الثوري المؤسساتي. وقد انتخب عضو مجلس الشيوخ من المكسيك وانتخب عضو مجلس النواب المكسيك.